# Méthode du gril
 (septembre 2013).
Si vous disposez d'ouvrages ou d'articles de référence ou si vous connaissez des sites web de qualité traitant du thème abordé ici, merci de compléter l'article en donnant les références utiles à sa vérifiabilité et en les liant à la section « Notes et références ».
Le gril  est une méthode de décryptage mise au point par le  Biuro Szyfrów, afin d'aider au décryptage d'Enigma, avant l'invention du  cyclomètre.

## Méthode
La méthode du gril est décrite par  Marian Rejewski : « Manuelle et ennuyeuse. ». Comme la bombe électromécanique plus tard, cette méthode est fondée sur le fait que les fiches du tableau de connexion nouvellement introduit ne changent pas toutes les lettres. À la différence de la bombe, cependant, le gril utilise des paires de lettres, plutôt que des lettres isolées.
En décembre 1938, quand les Allemands introduisent deux nouveaux rotors, la méthode du gril trouve tardivement une application. En effet, un réseau du Sicherheitsdienst, qui avait pourtant intégré les rotors  IV et V, avait persisté à utiliser l'ancien système de cryptage, ce qui avait permis de reconstituer le câblage de ces deux rotors nouvellement introduits.

## Page liée
- Feuilles de Zygalski

## Sources
- Władysław Kozaczuk, Enigma: How the German Machine Cipher was Broken, and how it was Read by the Allies in World War Two, edited and translated by Christopher Kasparek [a  revised and augmented translation of W kręgu enigmy, Warsaw, Książka i Wiedza, 1979, supplemented with appendices by Marian Rejewski], Frederick, MD, University Publications of America, 1984 (ISBN 0-89093-547-5)
- Marian Rejewski, Summary of Our Methods for Reconstructing ENIGMA and Reconstructing Daily Keys, and of German Efforts to Frustrate Those Methods: Appendix C, 1984c of  Kozaczuk 1984, p. 241–45
- Marian Rejewski, How the Polish Mathematicians Broke Enigma: Appendix D, 1984d of Kozaczuk 1984, p. 246–71
- Marian Rejewski, The Mathematical Solution of the Enigma Cipher: Appendix E, 1984e of Kozaczuk 1984, p. 272–291